# M. Bison

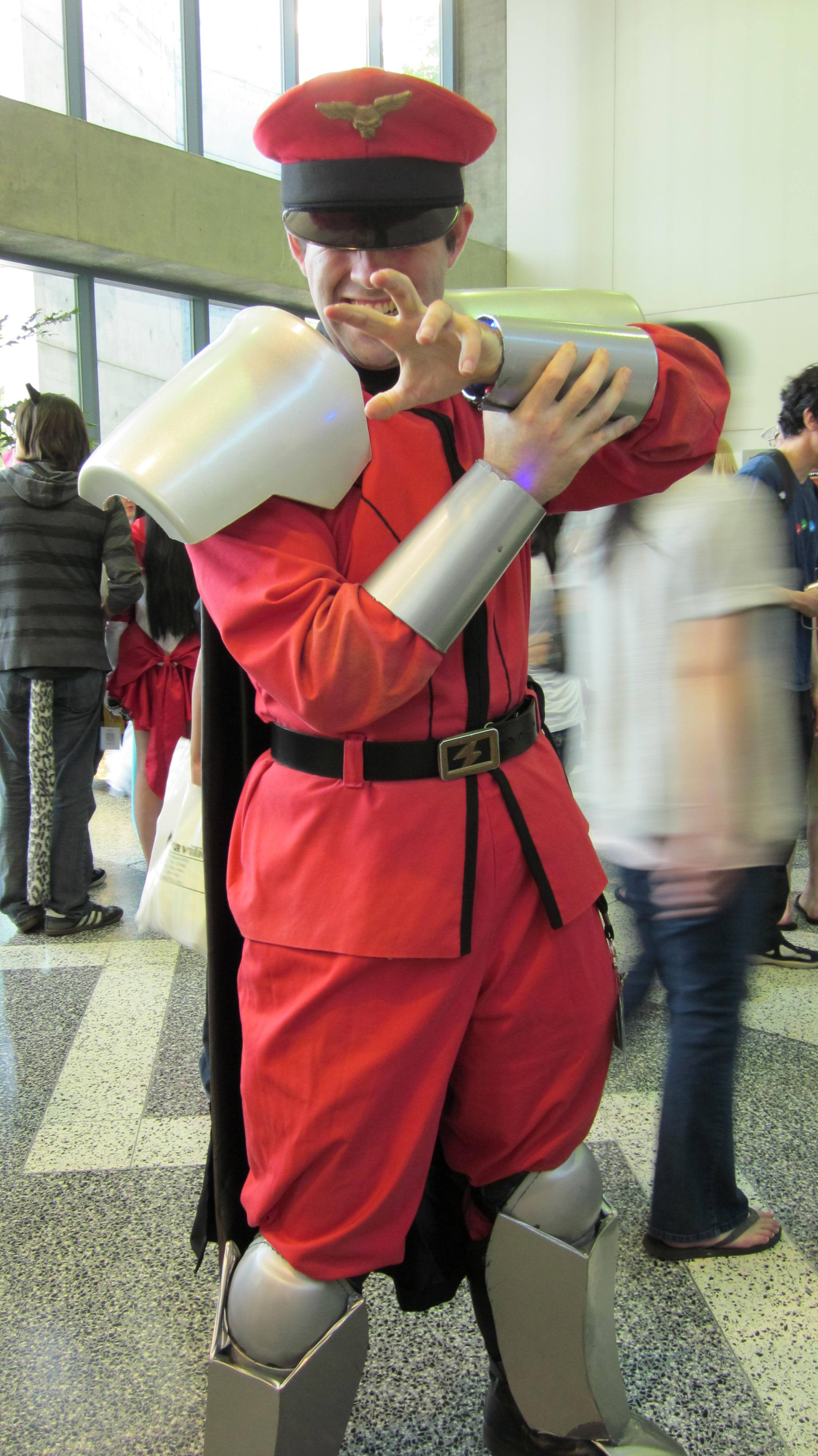
En man utklädd till M. Bison

M. Bison är den en av de huvudsakliga antagonisterna i TV-spelsserien Street Fighter och den sista bossen i det ursprungliga Street Fighter II, med banan förlagd till Thailand.

## Bakgrund
Han går under namnet Vega i Japan men fick byta namn med en annan karaktär, nämligen boxaren Balrog då man fruktade en stämning eftersom Balrog var en illa dold parodi på Mike Tyson. Han är klädd i en röd uniform i alla versioner utom i filmen Street Fighter: The Legend of Chun-Li där han är klädd i Kostym och är affärsman. Bison är en ond och hjärtlös man som är ledare för Shadaloo, ett kriminellt nätverk som huvudsakligen sysslar med drog- och vapenhandel. Hans medhjälpare består av Vega, Balrog och Sagat. Bison behärskar "Psycho Power", en dödlig kraft som förutom att förstärka hans förmågor i kamp, även ger honom kraften att bland annat flyga och teleportera sig.

## M. Bison i andra medier
M. Bison har spelats av följande skådespelare:

### Spelfilmer
- Raul Julia - Street Fighter (1994)
- Neal McDonough - Street Fighter: The Legend of Chun-Li (2009)

### Animerad film
- Takeshi Kusaka (japansk röst) och Tom Wyner (engelsk röst) - Street Fighter II: The Animated Movie (1994)
- Tom Wyner (engelsk röst) - Street Fighter II V (1995)
- Richard Newman - Street Fighter (1995-1997)

## Övrigt
- IGN rankade Bison till fjärde plats på topplistan "Top 25 Street Fighter Characters" [1]
- Gamespot rankade honom till femte plats på "Top 10 Video Game Villains".[2]
- Figuren gör en cameoroll i Disneyfilmen Röjar-Ralf.